# Narodowe Stronnictwo Robotników
Die Narodowe Stronnictwo Robotników (NSR) (dt. Nationale Partei der Arbeiter) war eine 1917 im Ruhrgebiet gegründete polnische Partei und bestand bis in die 1920er Jahre hinein.

## Geschichte
Die Partei entstand im Umfeld der polnischen Gewerkschaft ZZP. Deren Mitglieder vertraten unterschiedliche politische Positionen: Ein beträchtlicher Teil stand der nationalpolnischen Bewegung nahe, aber es gab auch solche, die deren Bestrebungen ablehnten oder gänzlich unpolitisch waren. Um sich im Sinne der nationalpolitischen Bewegung artikulieren zu können, wurde aus dem Umfeld der Gewerkschaft am 18. Oktober 1917 in Wanne-Eickel die NSR gegründet.
Demonstrativ bestimmte die Partei Posen als ein politisches polnisches Zentrum zum offiziellen Sitz der Partei. Im August 1918 hatte die Partei bereits über 10.000 und 1919 über 25.000 Mitglieder. Die Partei verstand sich als politische Vertretung der polnischen Arbeiter im Ruhrgebiet aber auch in den deutschen, österreichisch-ungarischen und russischen Teilungsgebieten des alten polnischen Staates. Sie beanspruchte auch die Interessenvertretung der Arbeiter in einem künftigen polnischen Staat. So forderte sie die Übernehme der im Deutschen Reich erkämpften Arbeiterrechte in einem neuen polnischen Staat. Schwerpunkt der Arbeit war die Möglichkeit zur Rückkehr in einen neuen polnischen Staat. Sie betrachtete den polnischen Nationalrat in Posen als zentrale politische Kraft der Polen in Deutschland.
Als einzige rechtmäßige Vertretung der Polen in Deutschland gegenüber Regierung und Gesellschaft sah sie die zusammengeschlossenen polnischen Fraktion im preußischen Landtag und im Reichstag.
In Deutschland unterstützte sie alle Anstrengungen, die auf die Ausweitung der Rechte des Volkes und die Verbesserung der materiellen Lebensbedingungen gerichtet waren. Zwar trug ihre Rhetorik klassenkämpferische Züge, sie lehnte aber den Sozialismus ab. Stattdessen plädierte sie für nationale Solidarität und gesellschaftlichen Ausgleich. Sie strebte die Förderung benachteiligter Schichten an. Ihr Ziel war es deren Bildungschancen zu vergrößern und ihren Lebensstandard zu verbessern. Um das nationale polnische Bewusstsein zu stärken und die polnischen Arbeiter auf die Rückkehr nach Polen vorzubereiten, unterstützte die Partei wie die ZSR und die Zeitschrift Wiarus Polski die Gründung einer polnischen Volksuniversität bzw. Volkshochschule im Ruhrgebiet. Diese wurde im August 1919 in Bochum eröffnet.
Die Partei stand der Novemberrevolution positiv gegenüber, auch weil sie den „Bürgern fremder Nationalitäten in Deutschland Freiheit verschafft hat.“ Mit anderen Teilen der nationalpolnischen Bewegung im Ruhrgebiet warnte sie mit wenig Erfolg davor sich zu einem der deutschen politischen Lager zu bekennen oder sich an politischen Demonstrationen zu beteiligen. Daher nahm die Partei auch nicht an den Wahlen zur deutschen Nationalversammlung teil. Allerdings bekannte sie sich zur Loyalität zum deutschen Staat. Ihre Mitglieder traten in Arbeiterräte ein, beteiligten sich an den betrieblichen Vertretungen oder der Kommunalpolitik.
Im Zusammenhang mit der Radikalisierung vieler Arbeiter im Ruhrgebiet verlor die Partei beträchtlich an Rückhalt unter den polnischen Arbeitern. Ein beträchtlicher Teil der polnischen Arbeiter siedelte in den 1920er Jahren nach Polen über oder wanderte nach Belgien und Frankreich aus. Damit verloren die nationalpolitischen Organisationen im Ruhrgebiet ihre Basis.